# Malbo
Malbo – miejscowość i gmina we Francji, w regionie Owernia-Rodan-Alpy, w departamencie Cantal.
Według danych na rok 1990 gminę zamieszkiwało 148 osób, a gęstość zaludnienia wynosiła 5 osób/km² (wśród 1310 gmin Owernii Malbo plasuje się na 698. miejscu pod względem liczby ludności, natomiast pod względem powierzchni na miejscu 221.).